# Борисоглебская церковь (Новогрудок)
Собо́р святы́х му́чеников-страстоте́рпцев благове́рных князе́й Бори́са и Гле́ба в Новогру́дке (бел. Сабор святых пакутнікаў-страстацерпцаў благаверных князёў Барыса і Глеба ў Наваградку) — православный храм в городе Новогрудок, Гродненская область, Республика Беларусь. Относится к Новогрудскому благочинному округу Новогрудской и Слонимской епархии. Памятник белорусской готической архитектуры XVI века. В дальнейшем здание неоднократно переходило к различным конфессиям и подвергалось перестройкам (сарматское барокко, русский стиль).
Собор построен на месте древнего храма XII века, фрагменты фундамента которого были обнаружены под алтарём во время раскопок в 1960-х годах. Храм XII века с 1317 года был кафедральным собором Литовской митрополии, при нём существовал мужской монастырь. В 1451 году храм посетил святитель Иона, митрополит Московский и всея Руси.
В 1517—1519 годах на месте прежнего храма был возведён новый кирпичный храм в виде корабля на средства гетмана Великого княжества Литовского князя Константина Острожского и митрополита Литовского Иосифа Солтана.

## История
В 1-й половине XII века на этом месте из белокаменных блоков с незначительными вставками плинф построили каменный крестообразный православный храм; это была первая Борисоглебская церковь. Позже вокруг храма была возведена галерея, сделанная из плинфы по технике кладки «со скрытым рядом», что характерно для полоцкой школы зодчества XII века. Храм был расписан фресками, имел красивый майоликовый пол из разнообразных глазурованных керамических плиток — квадратных, прямоугольных и треугольных. Крыша накрыта свинцовыми листами. Во время постройки в стены замурованы голосники. В 1317 году церковь получила статус кафедры Литовской православной митрополии. С XIV века при церкви существовал мужской монастырь.

### Великое княжество Литовское

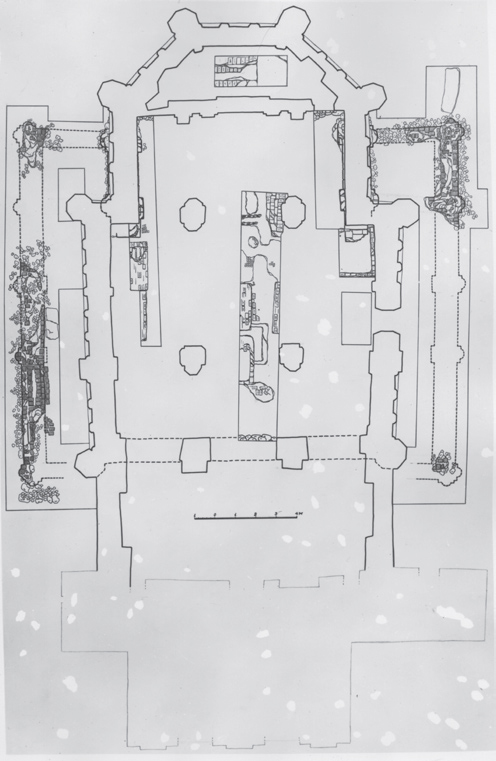
План церкви

В 1517—1519 годах на фундаментах древней церкви XII века велось строительство по технике готической кладки новой соборной церкви при поддержке князя Константина Острожского и митрополита Иосифа Солтана. В 1620 году церковь перешла к униатам. В 1624—1632 годах — перестроена в стиле сарматского барокко на средства Александра Хрептовича: исчезла галерея, значительно увеличились его размеры церкви. Возведено трехнефовое зальное здание с пятигранной апсидой, звездчатыми сводами в стиле поздней готики. Фасады разделены многочисленными рядами тонких вертикальных колонн-лопаток, которые в верхней части переходят в пояс из спичечных арок. Углы здания укреплены шестигранными контрфорсами. Пол сделан из квадратных и фигурных глазурованных и неглазурованных плит толщиной 4-5 см. На фасаде появляются две башни с бойницами и винтовыми лестницами внутри. Храм накрыт глазурованной зеленой и светло-коричневой черепицей.
В 1628—1636 годах Киевский униатский митрополит Иосиф Руцкий основывает при храме мужской базилианский монастырь, а Адам Хрептович основывает женский базилианский монастырь.

### Российская империя
После Третьего раздела Речи Посполитой в 1795 году Новогрудок вошёл в состав Российской империи. После упразднения Брестской церковной унии на Полоцком соборе в 1839 году власти передали церкви монастыри упразднённой Русской греко-католической церкви в юрисдикцию Русской православной церкви.
В 1873—1875 годах церковь была перестроена в русском стиле. Проектом реконструкции предусматривалось изменение силуэта аттики (трехчастное завершение из трехдольных кокошников), плинтуса на проёмах башен, а также в центральном окне западного фасада, раскрытие проёма колокольни, пластическая расцветка западной стены, создание над основным объёмом большого «глухого» деревянного барабана, «восьмерик на четверик» с шатровым завершением с кокошниками на развитых карнизах. Подобное завершение имели и башни, которые фланкировали западный фасад.

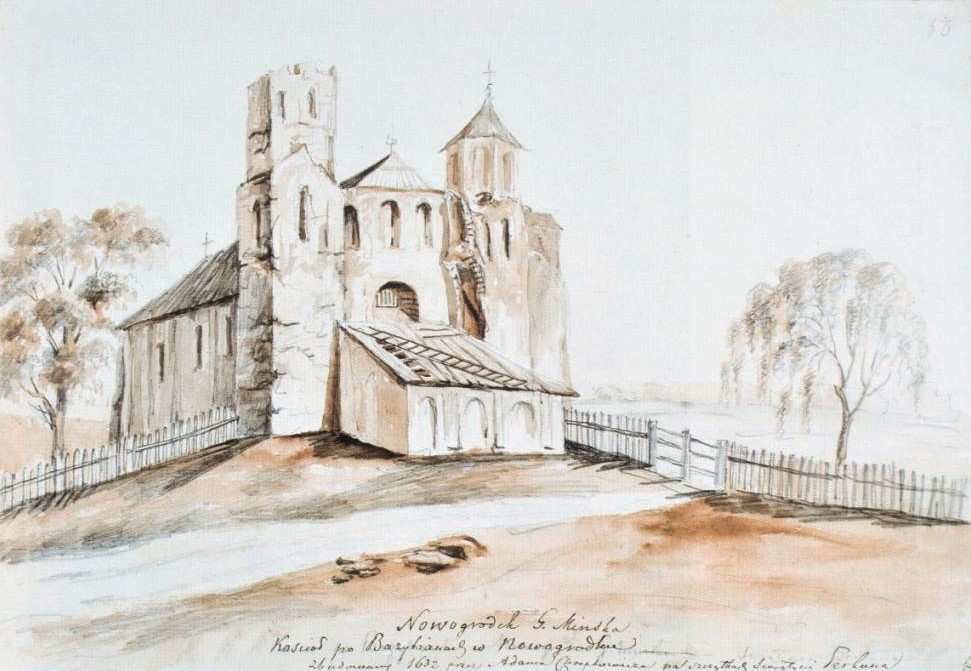
Церковь на акварели Н. Орды, XIX век

Одновременно был создан деревянный четырёхъярусный иконостас в 30 икон. В сентябре 1876 года в присутствии 10 тысяч верующих епископ Александр (Добрынин) освятил перестроенный храм.

### Новейшее время
По окончании советско-польской войны и заключении Рижского мирного договора (1921) Новогрудок вошёл в состав Польской Республики. В 1923—1924 годах проводилась реконструкция церкви с частичным восстановлением аутентичного вида.
После Второй мировой войны, когда Новогрудок вошел в состав СССР, храм оставался действующим. В 1961 году был закрыт властями. Здание передано филиалу Государственного архива Гродненской области.
После установления независимости Беларуси было принято решение от 7 января 1996 о возвращении храма Белорусскому экзархату РПЦ.
В июне 2010 года Белорусский экзархат РПЦ начал реставрацию церкви (научный руководитель Г. Лаврецкий), в результате которой в ноябре того же года на башне церкви поставили кокошники с шатрами, завершенными позолоченными куполами-луковицами. В связи с этим председатель Общества охраны памятников Антон Астапович обратился с письмом в Министерство культуры Республики Беларусь с просьбой прекратить работы и привлечь к ответственности тех, кто инициировал и допустил нарушение закона (реконструкция проводилась без разрешения Министерства культуры и протокола заседания научно-методического совета от 3 ноября, который должен был этому разрешению предшествовать). Он просит возбудить в отношении прихода церкви и ответственных сотрудников Новогрудского райисполкома административное дело (за нарушение частей 2 и 4 статьи 10 закона «Об охране историко-культурного наследия»). Кроме того, А. Астапович обратился в Новогрудскую прокуратуру. Г. Лаврецкий в ответ заявил, что те, кто поднял шум, особо не разобрались в ситуации и сделали поспешные выводы и сослался на Венецианскую хартию, которая говорит, что целью реставрации является не возвращение первоначального облика объекта, и уж тем более не промежуточного, а восстановление памятника во всей его истории — сохранение всех его стилистических наслоений.

## Архитектура

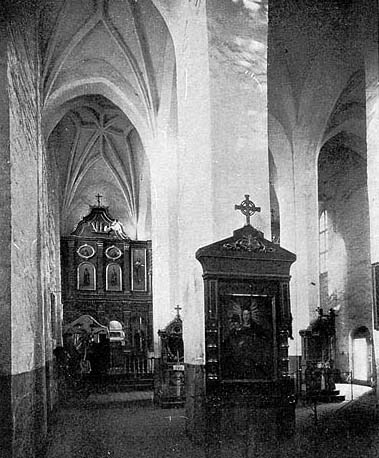
Интерьер церкви в 1930-х годах.

Яркий образец белорусской готики архитектуры Великого княжества Литовского XVI века. Первоначально представлял собой трёхнефную четырёхстолпную церковь с широкой пятигранной апсидой. Внутренний основной объём (23,5 × 16 м, пролёт ок. 14 м) разделён четырьмя столпами и системой подпружных арок на девять равновысоких травей, перекрытых звёздными нервюрными сводами. В каркасной структуре сводов присутствуют в основном дробные элементы — тьерсероны и лиерны.
Башни на фасаде были добавлены позже, при ренессансной перестройке.
В плане церковь очень напоминает ранние католические храмы княжества, например, Троицкий костёл в Ишкольди), но в исполнении готических элементов и оформлении фасада чувствуется сильное влияние православно-византийской традиции. Шаг столпов и компоновка сводов выделяют в системе перекрытий попарно равноконечный крест — некое сочетание равноконечного греческого креста с «базиликальной» композицией. В центре наоса выразительно выделяется квадрат средокрестия, что и стало причиной того, что при перестройке в XIX веке его свод разобрали, а на его месте возвели глухой русский купол. Нервюрный свод центральной травеи был возвращён при реконструкции в начале XX века.
Все три нефа одинаковой ширины, наос и широкая алтарная апсида соединяются тремя стрельчатыми арками почти равной высоты, что, вероятно, имитирует каноническую православную трёхапсидность. Ризница и жертвенник в храме отсутствуют. Опорные столпы в сечении крестовидные, с небольшими выносами, на которые опираются стрельчатые подпружные арки. В связи с неточной разбивкой наружных стен подпружные арки в плане не параллельны друг другу, что потребовало серьёзной корректировки при возведении сводов. Нервюры сводов не отделяются от опорных столпов горизонтальными тягами, а протягиваются вертикальными группами. Внутри тонкие стены почти на всю высоту укреплены разгрузочными арочными нишами.
Снаружи стены основного объёма и углы апсиды укреплены контрфорсами, но не ступенчатыми или прямоугольными в плане, как в готических костёлах, а более утончёнными, многогранными, одинакового сечения по всей высоте, завершающимися многоскатными навершиями. Кроме гранёных контрфорсов, на боковых фасадах присутствуют плоские лопатки, возможно, это стёсанные позднее контрфорсы. На южном фасаде сделан дополнительный вход в виде полуциркульной арки. Своеобразный декоративный мотив создаёт аркатура из вертикальных кирпичных тяг, завершённых стрельчатыми арочками. Верхнюю часть фасада здания опоясывают ажурные кружева из трёх ярусов переплетённых стрельчатых арочек. Поток вертикалей аркатуры, граней контрфорсов, больших стрельчатых окон создаёт неповторимый облик этого выдающегося памятника белорусской готики.

## Галерея

### До перестройки

До перестройки церкви Бориса и Глеба
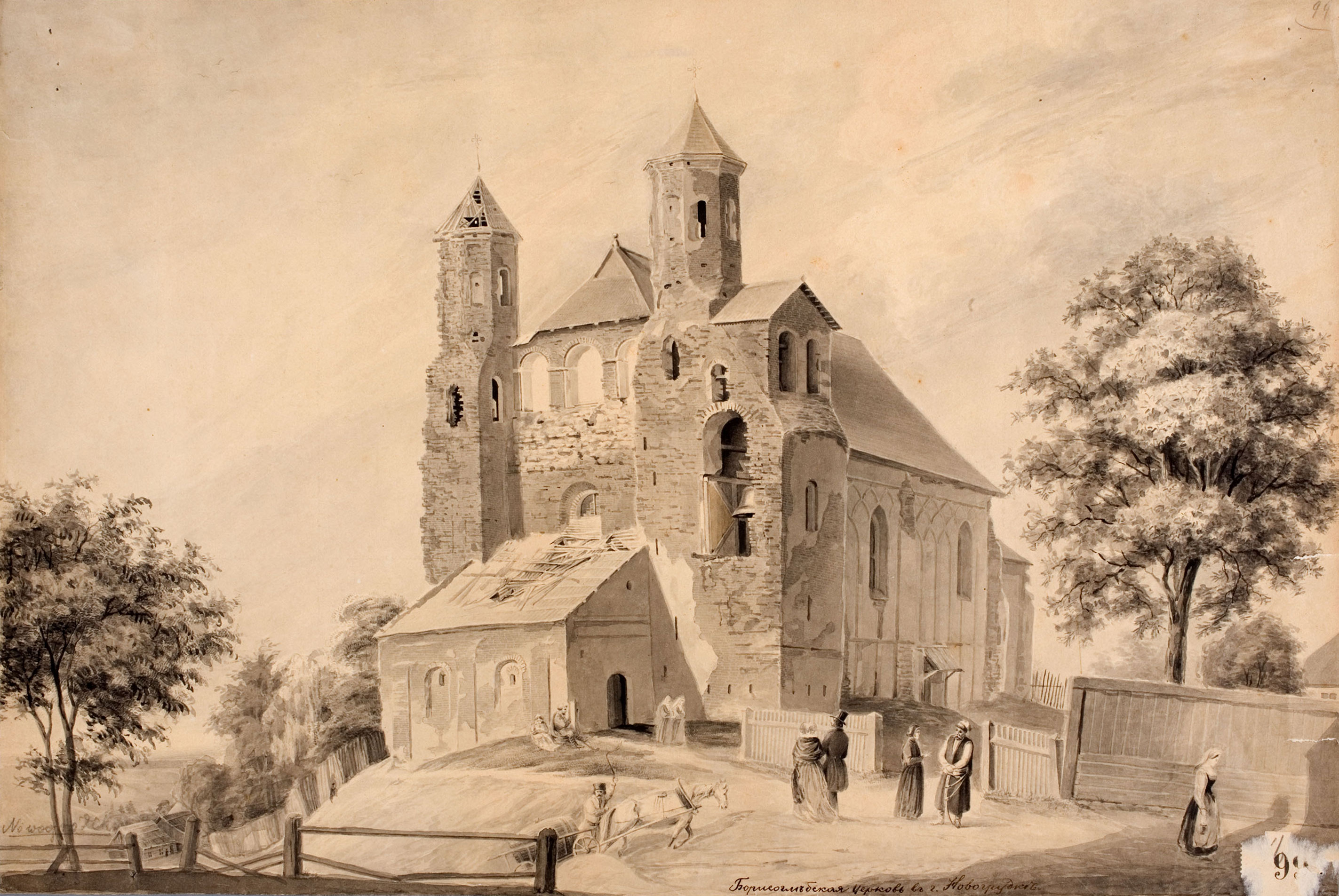
Э. Павлович, 1848
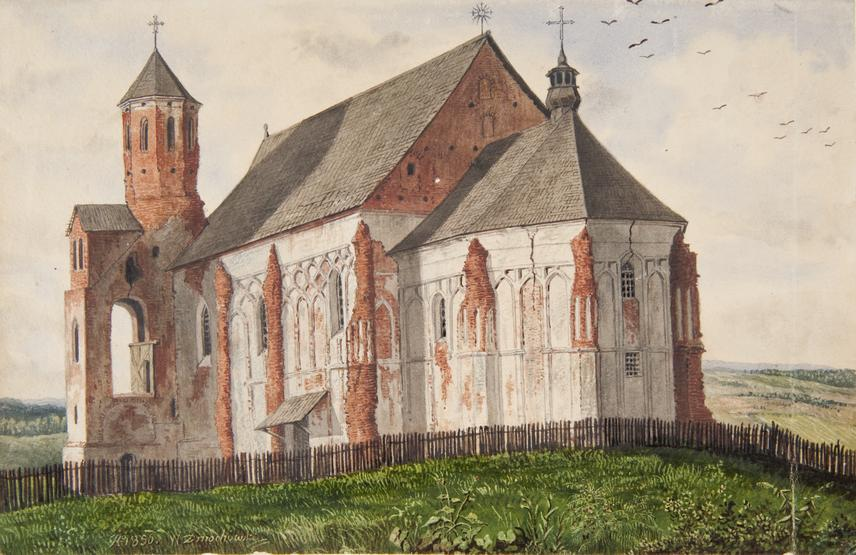
В. Дмоховский, 1856
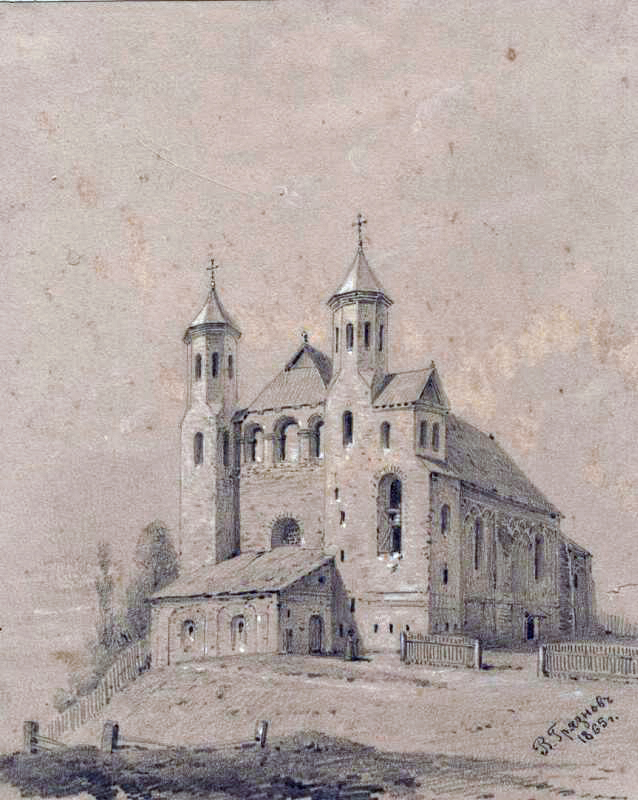
В. Грязнов, 1865
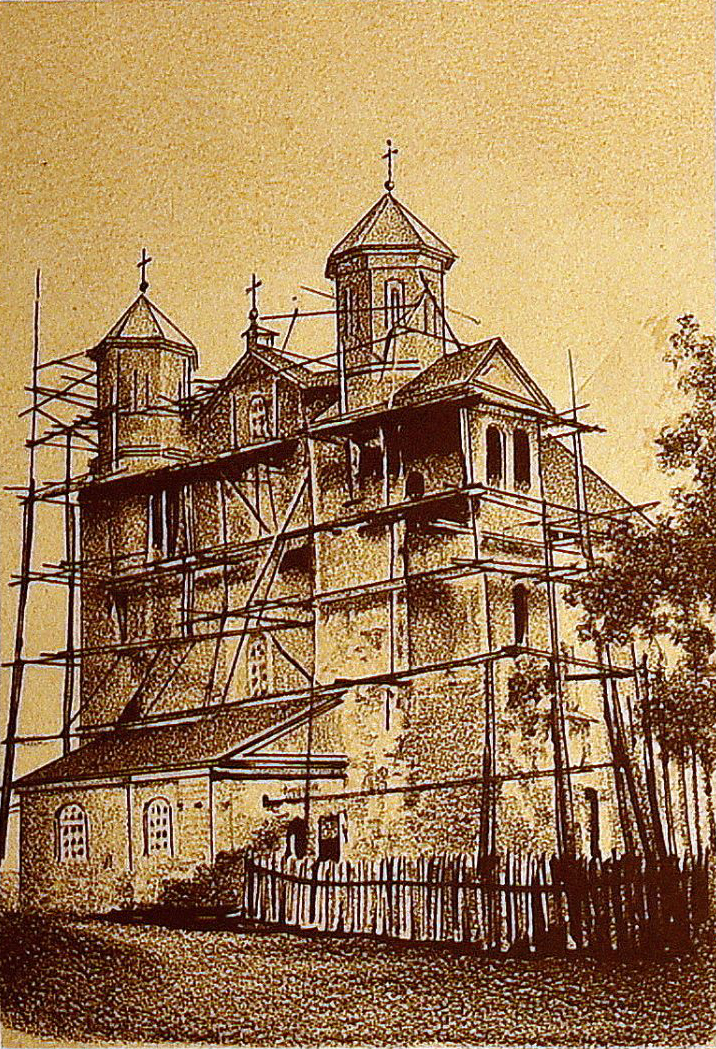
«Памятная книжка Минской губернии», 1867

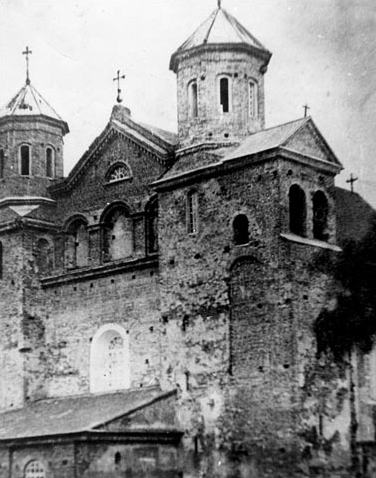
2-я пол. XIX века
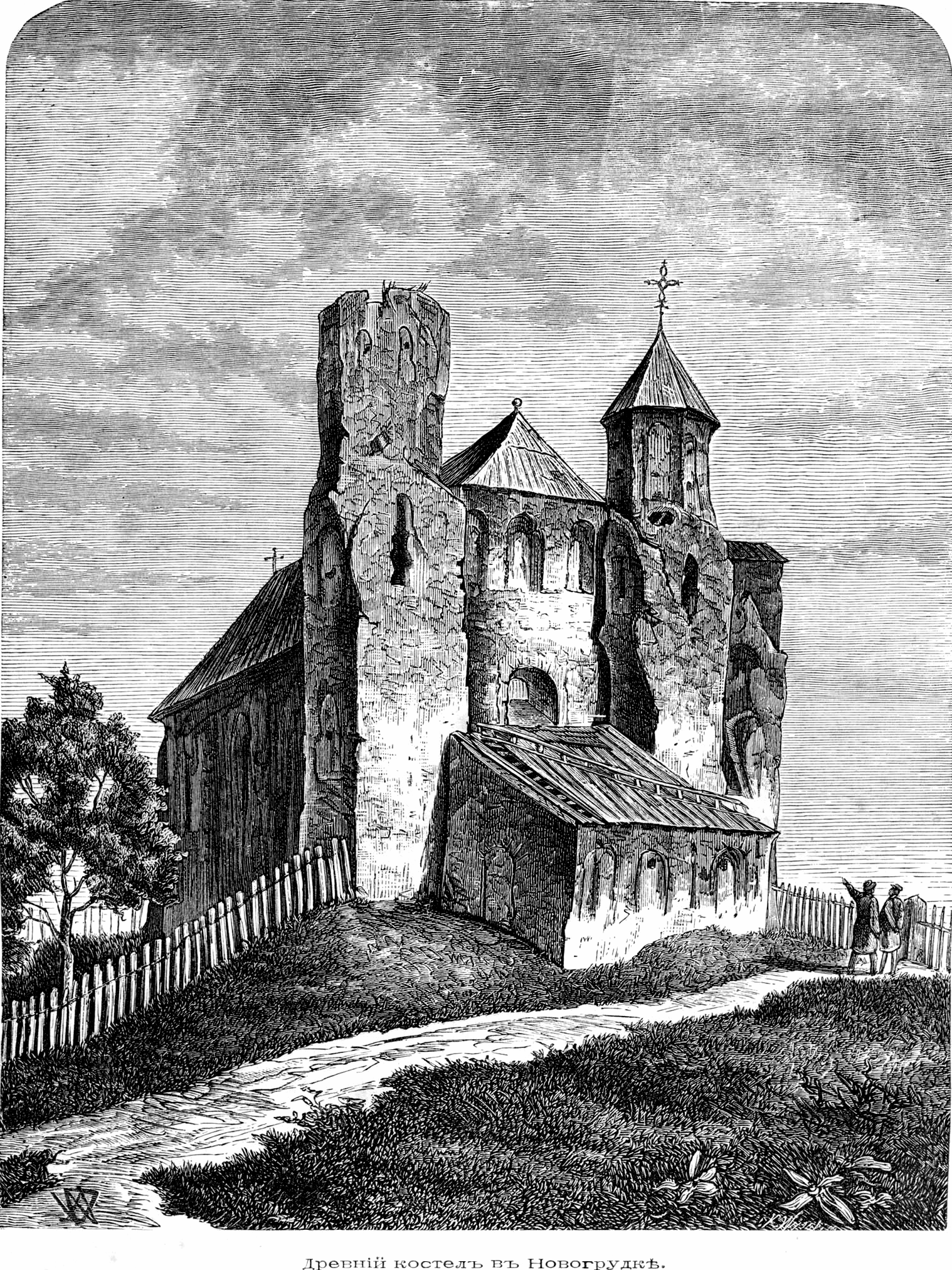
В. Дмоховский, 1872

### После перестройки

После перестройки в русском стиле
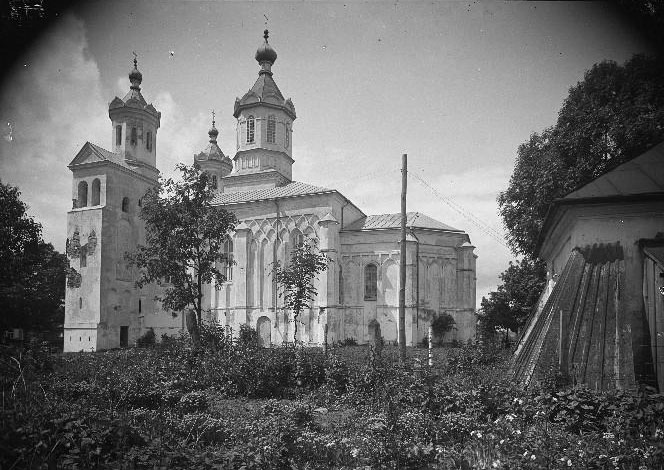
Общий вид, до 1939
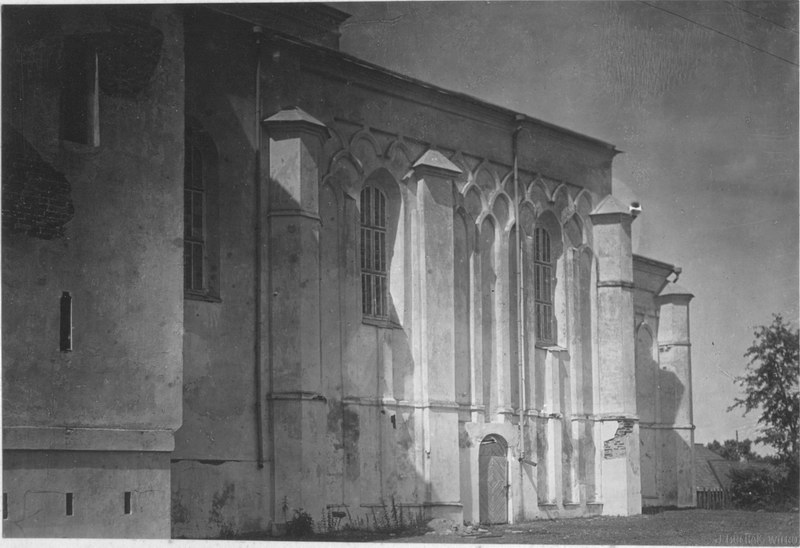
Вид бокового фасада, до 1939
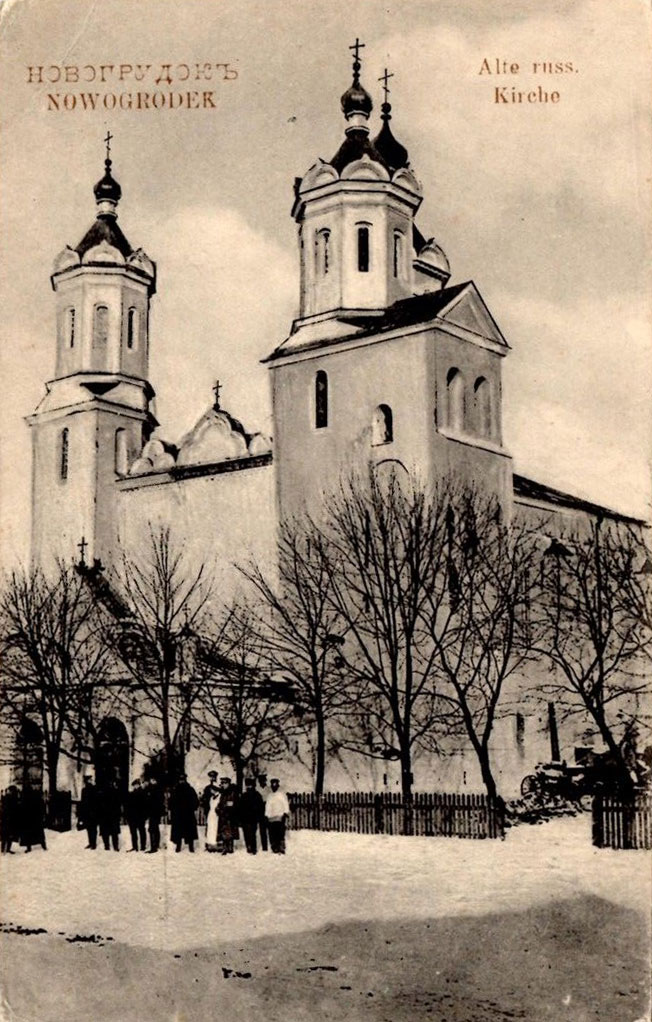
Главный фасад, 1915—1918
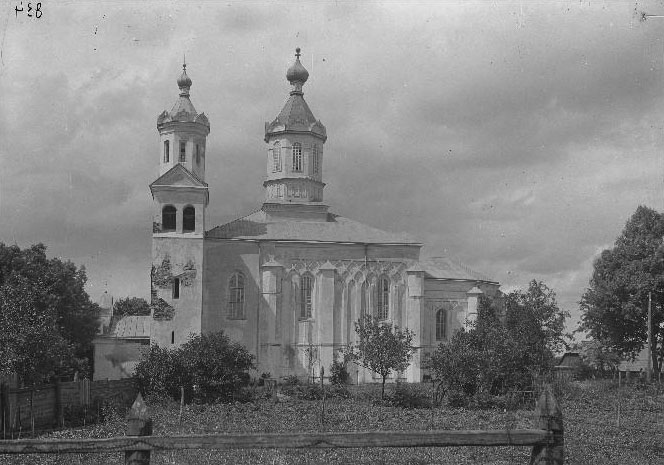
Боковой фасад, до 1939

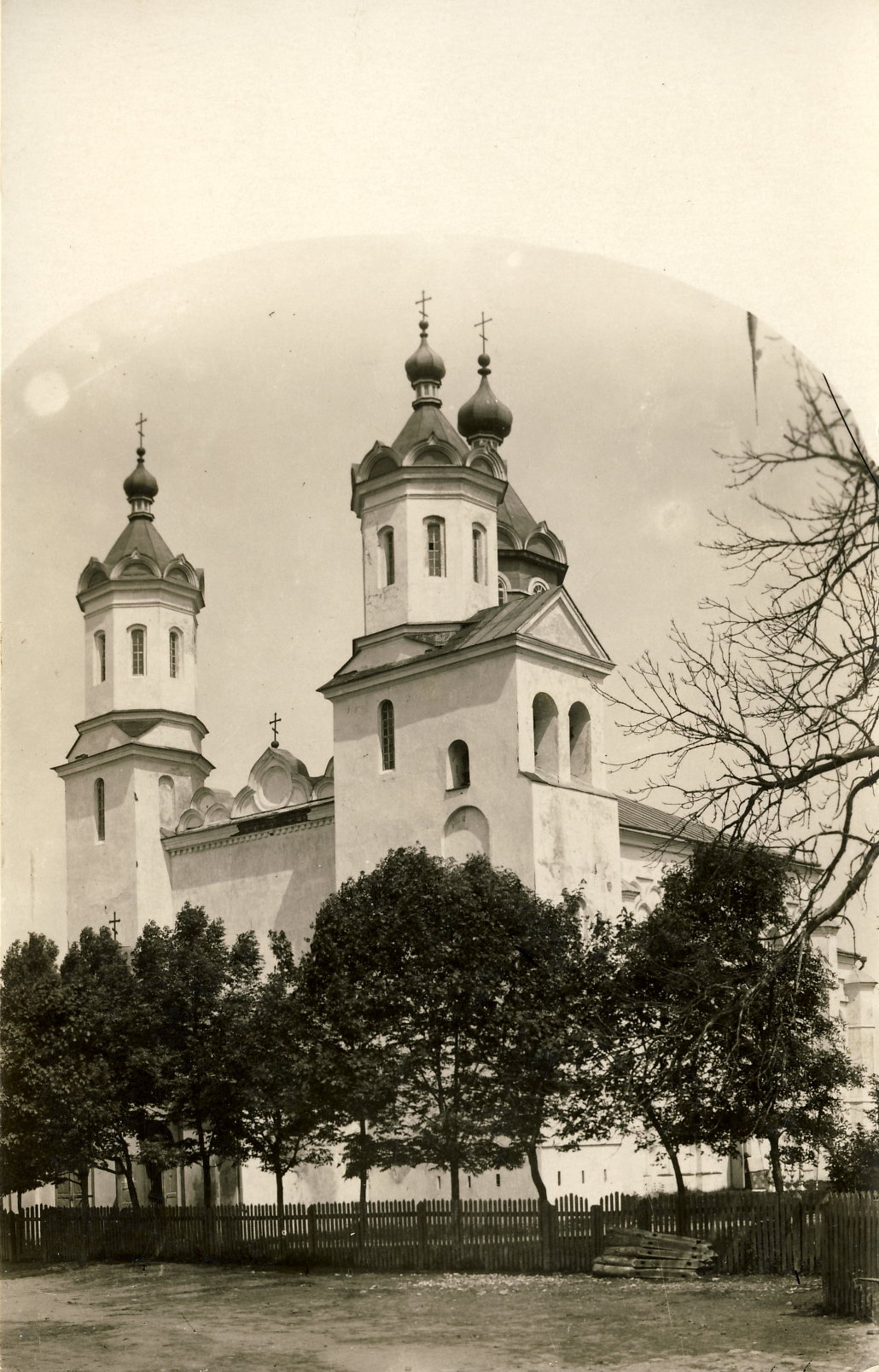
Со стороны улицы Базилианской, 1916
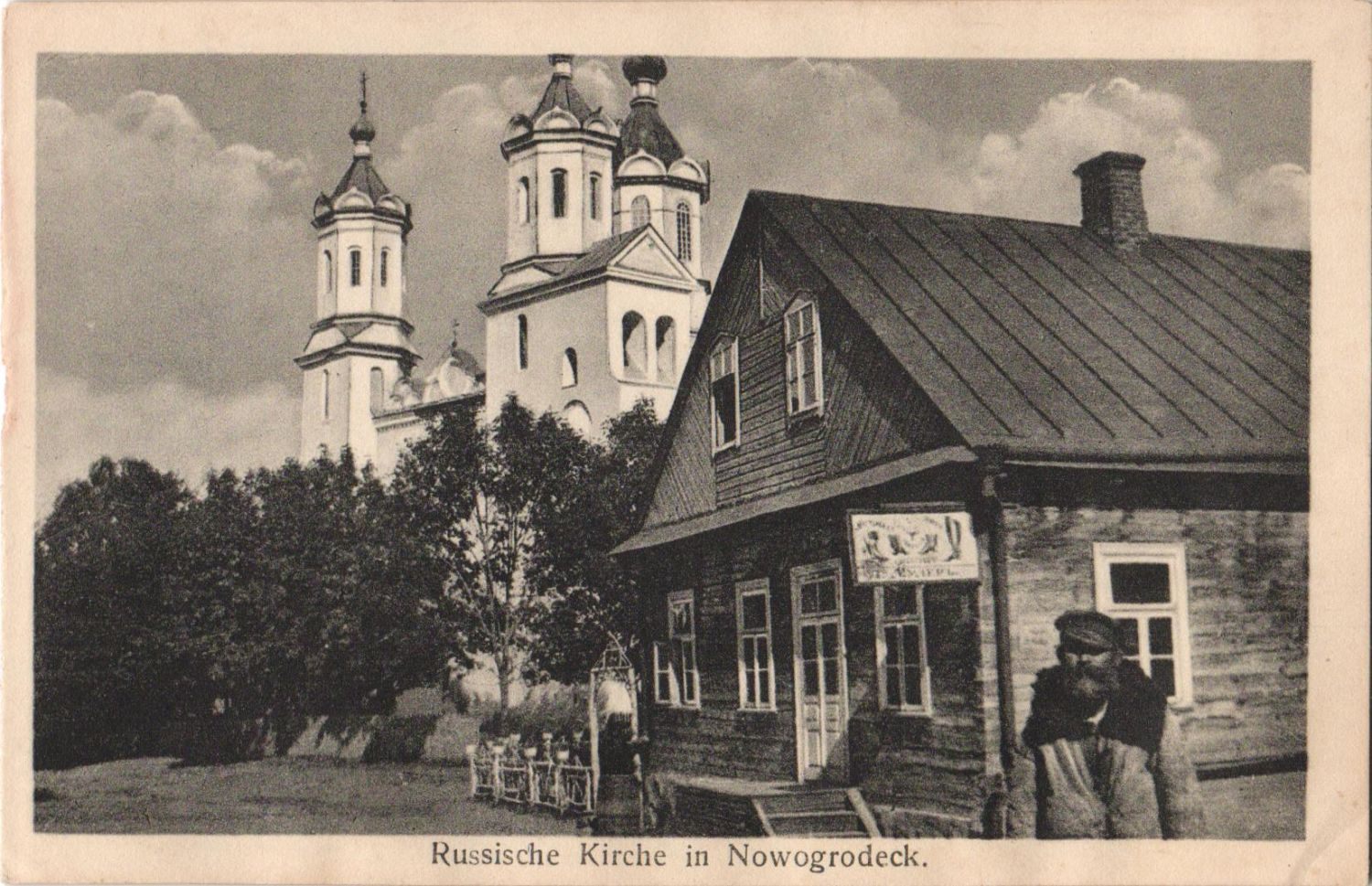
Со стороны улицы Базилианской, 1915—1918
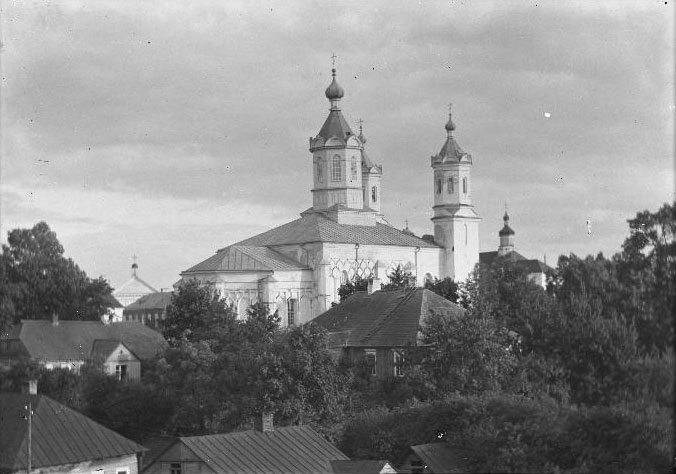
Со стороны улицы Замковой, до 1939
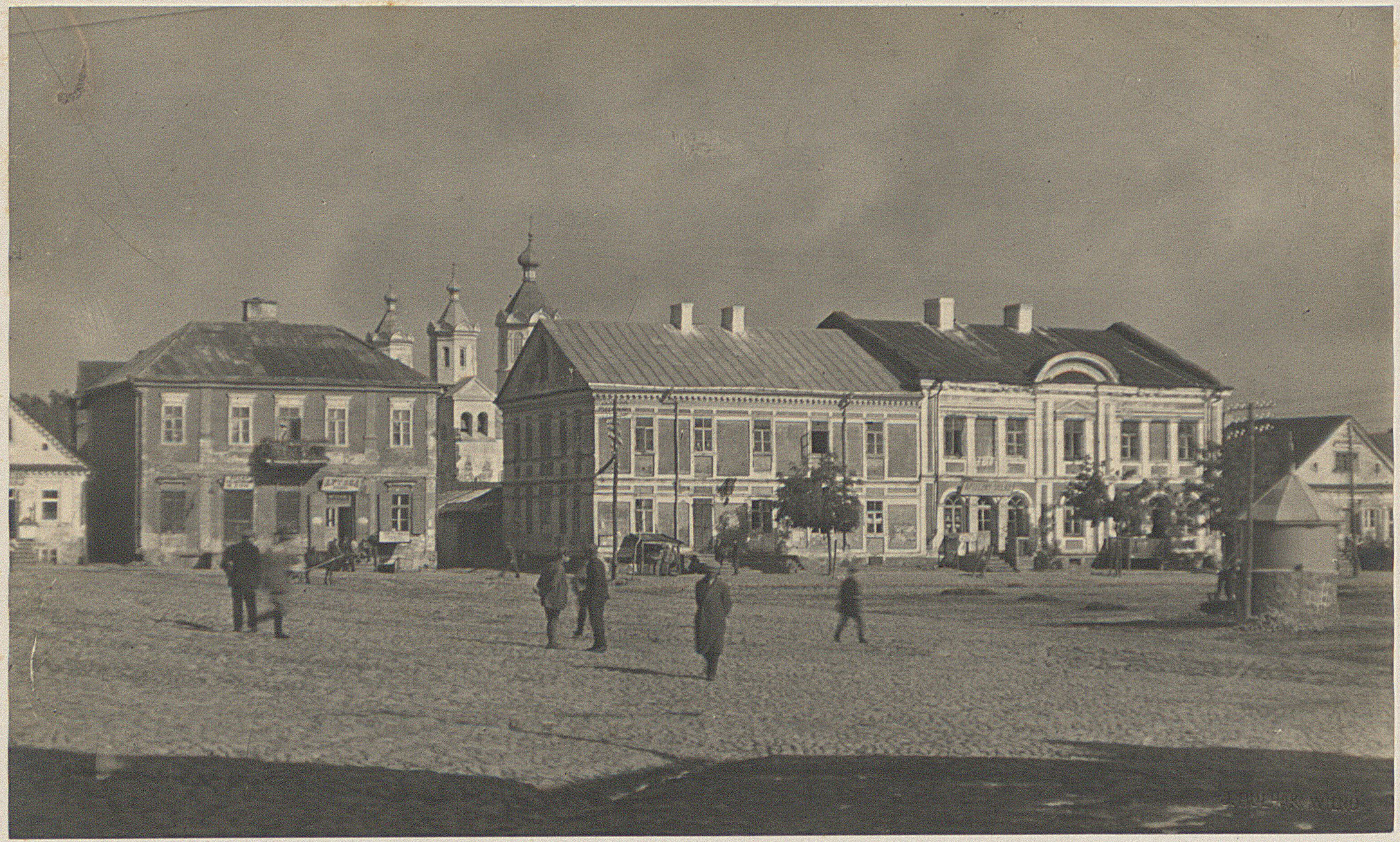
Со стороны Рыночной площади, до 1939